# 潘小磐
潘小磐（1914年—2000年），號餘菴，廣東順德大良人，現代詩人，香港學術界權威，曾經當過恆生銀行襄理（副經理），亦擔任長洲東莞學校教師、香港大學及中文大學校外課程特約講師、學海書樓講師，及樹仁學院文史系高級講師，任教駢文、詩選及應用文。名人如郭詠觀醫生、許灼勳，以及何佐芝孫女何鳳蓮等，均曾師從於他。
潘氏早年就讀英皇書院，於1976年與潘新安和梁簡能等創立愉社，發揚國學，提倡風雅，於1998年解散。期間社友約有70多位，李汝大也是其中之一。
潘氏文風放任自然，有李白之風。其詩歌與香港著名詩人、學者吳天任齊名，人稱「南潘北吳」。作品有《餘庵詩草》、《餘庵詩餘》、《余庵文存》、《余庵词》、《余庵游草》等。今渣甸山「適苑」遺址外牆，尚有潘氏題字遺跡可考。